# 羅茜·魯伊斯
羅茜·M·維瓦斯（1953年6月21日—2019年7月8日），本姓魯伊斯（Ruiz），古巴裔美國人，曾在1980年的第84屆波士頓馬拉松女子組比賽中率先衝線，但被證實在離終點約1英里處時才闖入賽道，從而在賽事結束八天後因沒有跑畢全程而被剝奪冠軍頭銜。

## 早年生活與教育
魯伊斯在1953年6月21日出生於古巴首都哈瓦那，並在八歲（1962年）時隨家人一起移居美國佛羅里達州孟菲斯。移居美國後，她被迫與母親分住，並在佛羅里達州好萊塢與阿姨、叔叔和堂兄弟一起生活。1972年，魯伊斯從南布勞沃德高中畢業，其後就讀於內布拉斯加州韋恩的韋恩州立學院，並在五年後取得音樂專案的學位。

## 紐約馬拉松
1970年代，魯伊斯搬到紐約市，並在一家名叫Metal Traders的大宗物資公司找到工作。她在1979年獲得參加紐約馬拉松的資格，最終造出2小時56分29秒的時間取得總成績第11名的「佳績」，從而獲得參加波士頓馬拉松的資格。魯伊斯其實差點錯過紐約馬拉松，她的申請書在截止日期後才送抵比賽的舉辦機構，最後是謊稱自己深受腦癌所困才得以獲得轄免。
1980年波士頓馬拉松賽後，紐約馬拉松賽官方開展對魯伊斯的調查，最後得出她沒有跑完全程的結論，進而在同年4月25日追溯取消其比賽資格及成績。時任紐約路跑者主席弗雷德·勒鮑事後表明魯伊斯絕不可能跑完整個路線。

## 波士頓馬拉松
1980年4月21日，魯伊斯以2小時31分56秒「贏得」波士頓馬拉松女子組的冠軍，若然屬實，則是波士頓馬拉松歷史上最快的女選手完賽時間，也是有記錄以來世界上所有馬拉松比賽中第三快的女選手。然而幾乎從一開始人們就對她產生懷疑，其中包括剛在波士頓馬拉松男子組達成三連霸的新科冠軍比爾·羅傑斯，他注意到魯伊斯無法記起對大多數跑者而言耳熟能詳的事情，例如間歇跑和比賽分段等。同時魯伊斯並沒有氣喘吁吁，也幾乎滴汗不沾，這對於一位剛跑出「世界第三快女性」紀錄的人來說極不尋常，而其大腿也不如其他世界級跑者那樣纖瘦和肌肉發達。她賽後測出的靜止心率竟有76，相比之下，大多數馬拉松女選手的靜止心率皆為50多或更低。
此外，魯伊斯的波士頓馬拉松成績比半年前的紐約馬拉松時間快達25分鐘，為一極不尋常的進步。當被記者問及為何即使跑完一場艱苦的比賽，也完全看不出其身上有任何一絲疲憊時，她回答道：「我今天早上起來便感覺充滿力量」。一些女性參賽者感到疑惑的是，當被問及途經韋爾斯利注意到些什麼時，魯伊斯並未提到韋爾斯利學院的學生，而該市鎮分段最受關注的事之一，正是傳統上會在第一批女跑手經過校園時會大聲歡呼的韋爾斯利學院學生。更嚴重的是，沒有其他參賽者記得在賽道上見過她。當屆波士頓馬拉松女子組的最終冠軍，來自加拿大的賈桂琳·加羅在18英里處時被告知領先，帕蒂·里昂斯則在17英里處時知曉自己排在次名的位置，魯伊斯是絕對不可能在沒有被看見的情況下超越她們其中任一人的。在整個過程中，檢查站的幾位觀察員也指出未發現她身處在領頭集團內，此外也未見其出現在馬拉松的任何圖片或影片片段中。
兩名哈佛大學學生約翰·福克納（John Faulkner）和索拉·馬奧尼（Sola Mahoney）憶述她們在距離終點半英里的聯邦大道觀賽時，看見魯伊斯從人群中衝了出來。不久之後，自由攝影師蘇珊·莫羅（Susan Morrow）報稱曾在紐約馬拉松比賽期間在地鐵內遇到魯伊斯，並陪同她坐地鐵至比賽路段，之後便跟她失去聯絡，但當得知其贏得波士頓馬拉松，便越發覺得可疑，遂挺身告發。根據莫羅的說法，她在地鐵內遇到了自稱是受傷跑手的魯伊斯，出於同情，莫羅護送其走到位於終點區的急救站，志願者隨後確認魯伊斯已完成整場馬拉松賽事，從而使這位「完賽跑手」有資格參加波士頓馬拉松。
1980年4月29日，波士頓馬拉松的主辦機構波士頓體育協會（BAA）正式宣佈魯伊斯終身禁賽，其比賽成績亦告無效。儘管此前紐約跑路者似乎自動取消了她參加波士頓馬拉松的資格，但BAA希望在採取相應行動前進行自己的調查。最終加羅以2小時34分28秒的成績獲得1980年波士頓馬拉松女子組的冠軍，為當時波士頓馬拉松最快的女跑手記錄；而里昂斯則遞補成為亞軍，其完賽時間（2小時35分08秒）是當時馬拉松比賽史上最快的美國女跑手紀錄。
加羅在2019年7月24日接受CTV新聞台訪問時表示同情魯伊斯，對她也並無惡意。

## 退出馬拉松後的生活與逝世
1982年，魯伊斯因從她工作的房地產公司手中挪用了6萬美元（相当于2023年的$189,000）而被捕，她被判處五年緩刑，但還是在監獄裡待了一個星期。魯伊斯隨後移居至南佛羅里達，但在1983年又因涉嫌參與可卡因交易而被捕，被判了三年緩刑。1984年1月，她與艾卡羅·維瓦斯（Aicaro Vivas）成婚，然而此婚姻只持續了兩年，女方隨後仍然保留婚後姓。魯伊斯在1993年4月據報在西棕櫚灘一家醫學實驗室公司任職客戶代理。
直到2000年，魯伊斯仍然宣稱自己跑畢了整個1980年波士頓馬拉松。然而其熟人史蒂夫·馬雷克（Steve Marek）稱她在賽後幾個月向他坦承自己有作弊，並回憶道：「她（魯伊斯）從人群中跳了出來，對頭名選手仍未衝線一事懵然不知。相信我，她跟其他人一樣，對自己贏得第一這回事感到驚訝」。2019年7月8日，魯伊斯因癌症在佛羅里達州[[沃思湖海灘]]病逝，終年66歲。

## 外部連結
- YouTube上的Video of Rosie Ruiz in 1980 Boston Marathon
- YouTube上的Rosie Ruiz : fausse marathonienne （法文）